# Кипчинцы
Кипчинцы (укр. Кіпчинці) — село в Шепетовском р. н. ст. Украины.
Население по переписи 2001 года составляло 304 человека. Почтовый индекс — 30536. Телефонный код — 3843. Занимает площадь 1,259 м². Код КОАТУУ — 6823680502.

## Местный совет
30533, Хмельницкая обл., Шепетовский р. н. Бражинцы, ул. Колхозная, 3